# Joël Benjamin Vos
Joël Benjamin Vos (Leiden, 1823 – Den Haag, 31 mei 1913) was een jurist en politicus in Suriname.
Hij werd geboren als zoon van Benjamin Hartog Vos (1797-1868) en Geertruida van Raalte (1803-1857). In 1847 promoveerde hij in Leiden in de rechten waarna hij in Leeuwarden werkte als advocaat. In 1863 ging hij met zijn gezin naar Suriname en rond die periode werd hij tijdelijk lid van het gerechtshof in Suriname en assessor bij het Collegie van Kleine Zaken. In 1869 volgde zijn benoeming tot kantonrechter bij het kantongerecht van Paramaribo.
Daarnaast was hij actief in de politiek. Vanaf 1868 was Vos drie jaar een door de gouverneur benoemd lid de Koloniale Staten. In maart 1874 werd hij aanvankelijk benoemd voor de rest van het zittingsjaar 1873/1874 en dit keer bleef hij twee jaar Statenlid tot hij in maart 1876 bedankte wegens vertrek uit Suriname. Nadat het benoemde Statenlid J. de Jong vanwege gezondheidsproblemen bedankte, werd Vos in september 1877 opnieuw benoemd. Dit keer zou hij bijna vijf jaar die functie vervullen. Bovendien was hij vanaf mei 1879 drie jaar de ondervoorzitter.
Daarna vertrok hij naar Nederland waar hij in 1913 op 89-jarige leeftijd overleed.